# Fares Lakel
Fares Lakel (ur. 3 października 1998) – algierski zapaśnik walczący w stylu wolnym. Srebrny medalista mistrzostw Afryki w 2019 i brązowy w 2018. Trzeci na mistrzostwach śródziemnomorskich w 2018. Wicemistrz Afryki juniorów w 2016 i 2017 roku.